# تد مور
تد مور (انگلیسی: Ted Moore؛ ۷ اوت ۱۹۱۴ – ۱۹۸۷) یک مدیر فیلم‌برداری، و فیلم‌بردار صحنه اهل آفریقای جنوبی بود.

## جوایز
وی برنده جوایزی همچون جایزه اسکار بهترین فیلمبرداری شده است.